# Cubatyphlops golyathi
Cubatyphlops golyathi — вид змій родини сліпунів (Typhlopidae). Ендемік Куби.

## Поширення і екологія
Cubatyphlops golyathi відомі з типової місцевості, розташованої в мунілипалітеті Віньялес в провінції Пінар-дель-Ріо. Вони живуть в сухих тропічних лісах.